# ميخائيل أنتونوف
ميخائيل أنتونوف (بالروسية: Антонов, Михаил Александрович)‏ هو دراج روسي، ولد في 4 يناير 1986 في إيجيفسك في روسيا.

## وصلات خارجية
- ميخائيل أنتونوف على موقع الاتحاد الدولي للدراجات (الإنجليزية)
- ميخائيل أنتونوف على موقع أرشيف الدراجات (الإنجليزية)
- ميخائيل أنتونوف على موقع إحصائيات الدراجات الإحترافية (الإنجليزية)
- ميخائيل أنتونوف على موقع نسبة الدراجات (الإنجليزية)